# Eva Pilarová
Eva Pilarová (9 de agosto de 1939-Praga; 14 de marzo de 2020) fue una cantante checa de jazz y pop.

## Biografía
Pilarová nació en Brno. Empezó a cantar durante su infancia, incluyendo música clásica. Estudió canto en la Academia de Artes Janáček en Brno. Sus primeras influencias fueron Ella Fitzgerald y Louis Armstrong. En 1960 se convirtió en miembro del Teatro Semafor de Praga, donde cantó junto a artistas como Jiří Suchý y Jiří Þlitr. En 1962 empezó a cantar en el Teatro Rokoko, pero en 1964 volvió a Semafor. Ese mismo año también interpretó un papel secundario en la película If a Thousand Clarinets (como corista y cantante de una escuela de niñas). Durante su carrera tuvo un gran número de éxitos, incluyendo duetos con Waldemar Matuška y Karel Gott, entre otros.
Escribió dos libros de cocina. También fue una ávida fotógrafa, logrando imágenes especialmente de la naturaleza y las ciudades. Realizó varias exposiciones fotográficas en la República Checa. Permaneció activa en su profesión hasta su muerte en el Hogar de San Carlos Borromeo de Praga, a los ochenta años a causa de una insuficiencia renal, la noticia de su fallecimiento se conoció el 14 de marzo de 2020 a través de un comunicado de su esposo Ene Kolomazník.